# Unreal (seria)
Unreal – seria gier komputerowych z gatunku first-person shooterów. W ramach niej zostały wydane:
- Unreal
- Unreal II: The Awakening

Wydano też zestaw dodatkowych plansz poszerzających fabułę gry: Unreal Mission Pack – Return to Na Pali.
Zostały wydane także:
- Unreal Tournament
- Unreal Tournament 2003
- Unreal Tournament 2004
- Unreal Tournament III

W produkcji była kolejna odsłona serii Unreal Tournament - darmowa i pozwalająca graczom na tworzenie i sprzedawanie własnych modyfikacji. Wprawdzie gra ukazała się na systemy operacyjne Windows, OS X i Linux, lecz jako wersja alfa, a później jej rozwój został przerwany.